# Myrtlewood
La ville de Myrtlewood est située dans le comté de Marengo, dans l’État de l’Alabama, aux États-Unis. Lors du recensement de 2000, elle comptait 139 habitants.

## Démographie
| 1960 | 1970 | 1980 | 1990 | 2000 | 2010 | - | - |
| ---- | ---- | ---- | ---- | ---- | ---- | - | - |
| 403  | 334  | 252  | 197  | 139  | 130  | - | - |

## Source
- (en) Cet article est partiellement ou en totalité issu de l’article de Wikipédia en anglais intitulé « Myrtlewood, Alabama » (voir la liste des auteurs).